# Lónyay utca
A Lónyay utca Budapest IX. kerületében található, a Vámház körutat köti össze a Boráros térrel.

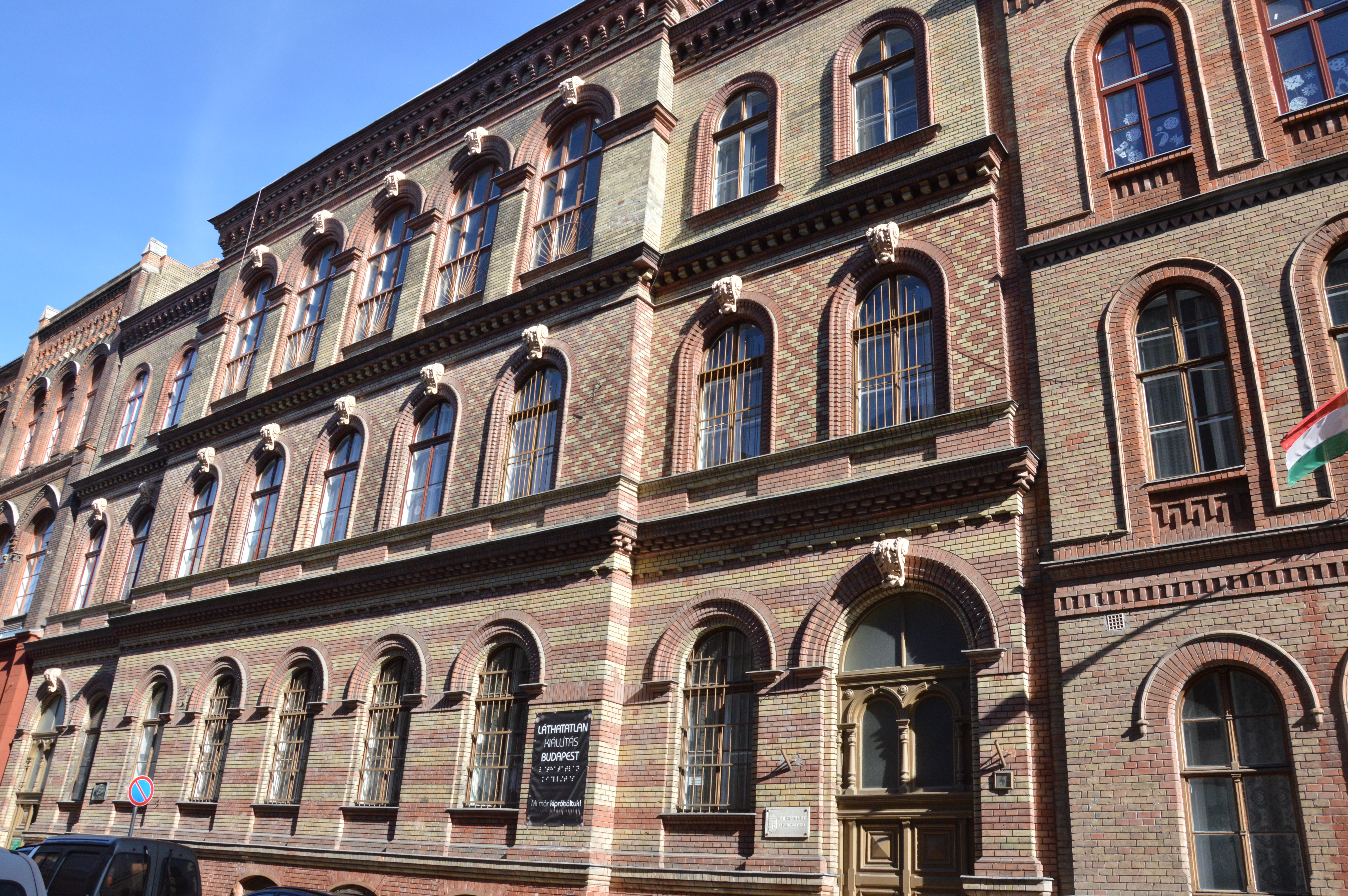
Szent-Györgyi Albert Általános Iskola, Lónyay utca 4–6.

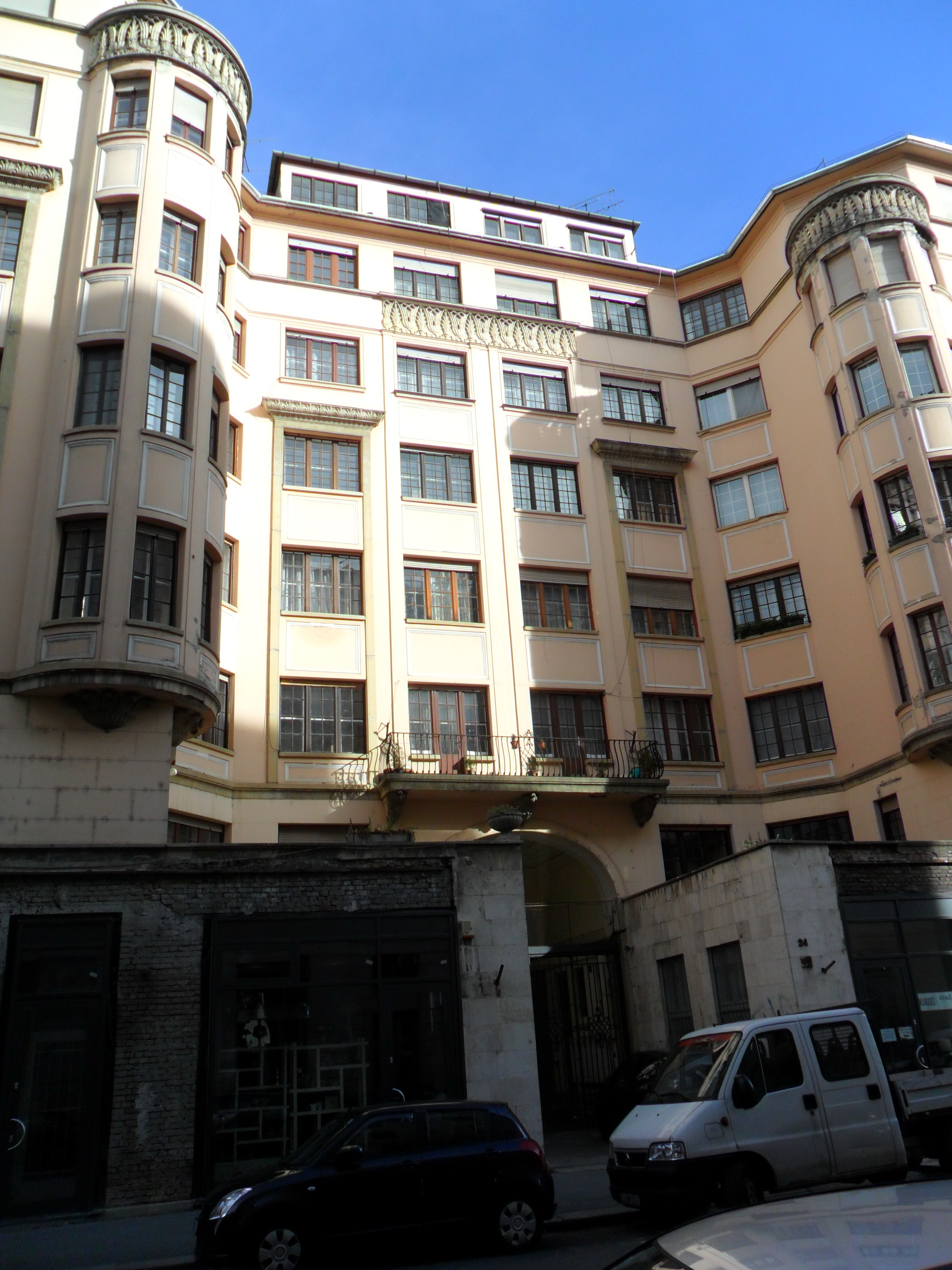
A „Lenz Testvérek” déligyümölcs kereskedő cég központja és egyben a Lenz család bérháza a Lónyay utca 24. szám alatt

## Fekvése
Határai: Vámház körút 15. (Kálvin tér), Boráros tér.

## Története
Korábbi nevei: 1811-től Belgrader Gasse (Belgrádi utca), 1855-től Zwei Hasen Gasse (Két Nyúl utca, az utcában egykor állt a Két Nyúlhoz címzett kocsmáról), 1874-től Nyúl utca, 1885-től Lónyay utca, 1953-tól Szamuely utca, 1990-től Lónyay utca Lónyay Menyhért gróf (1822–1884) után.

## Jelentősebb épületei
- 15. szám: 1920-ban épült lakóház

- 24. szám: Möller Károly által tervezett hétemeletes bérház, amelyet 1927-ben építettek át Lenz József déligyümölcs-nagykereskedő, kereskedelmi tanácsos megrendelésére. A „Lenz Testvérek” déligyümölcs kereskedő cég bérháza és a vállalat központja.

- 30–32. szám: az egykori Központi Zálogház, 1903-ban Révész Sámuel és Kollár József tervezte.

- 37. szám: Rumszauer György által tervezett lakóház 1940-ből

- 60. szám: Schusbek Pál által 1871-ben tervezett lakóház

- A Kinizsi utcai saroknál levő háztömbben található a Lónyay Utcai Református Gimnázium épülete (Kinizsi u. 1-7.).

## Képek

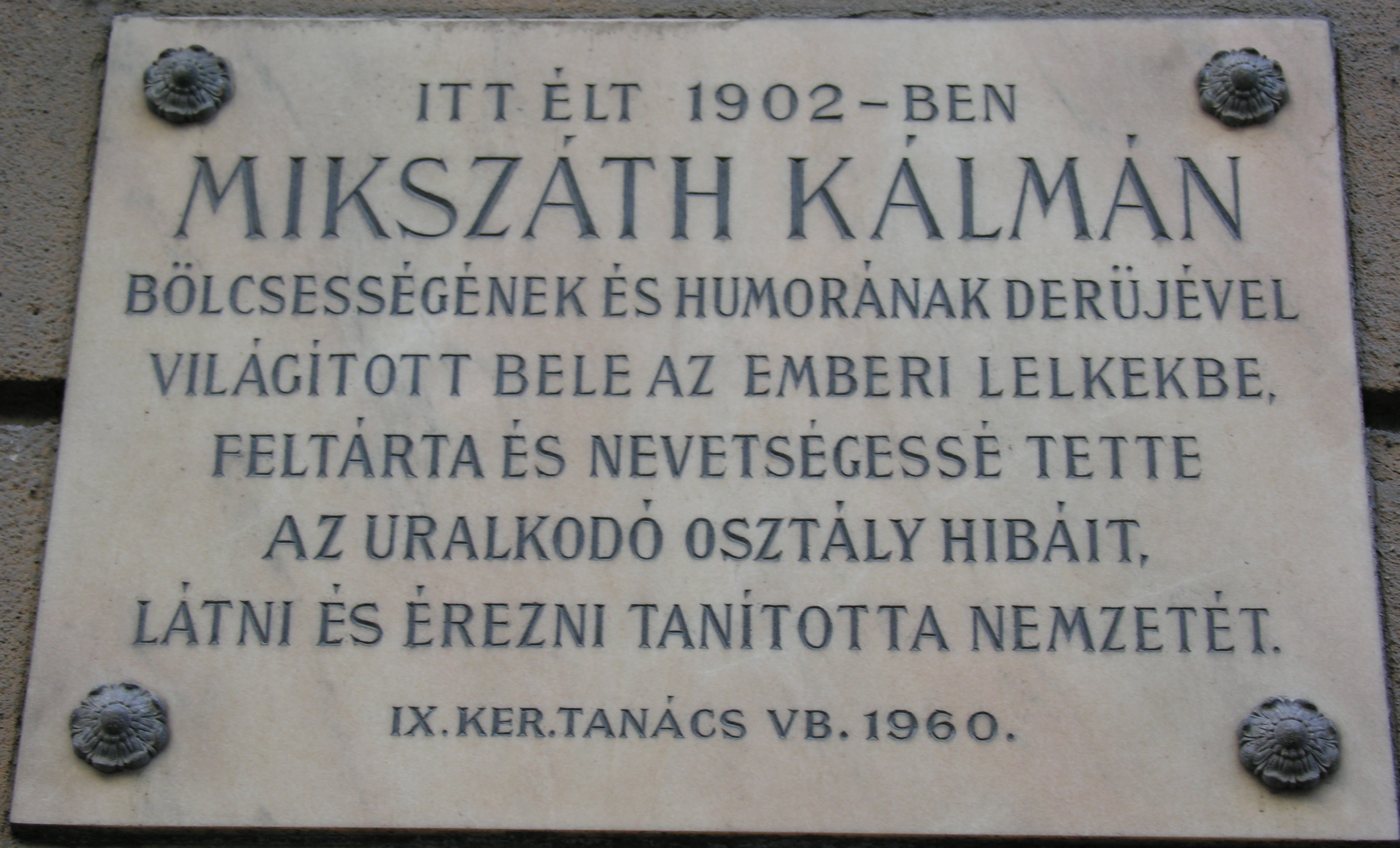
Mikszáth Kálmán emléktáblája az utca egyik épületén
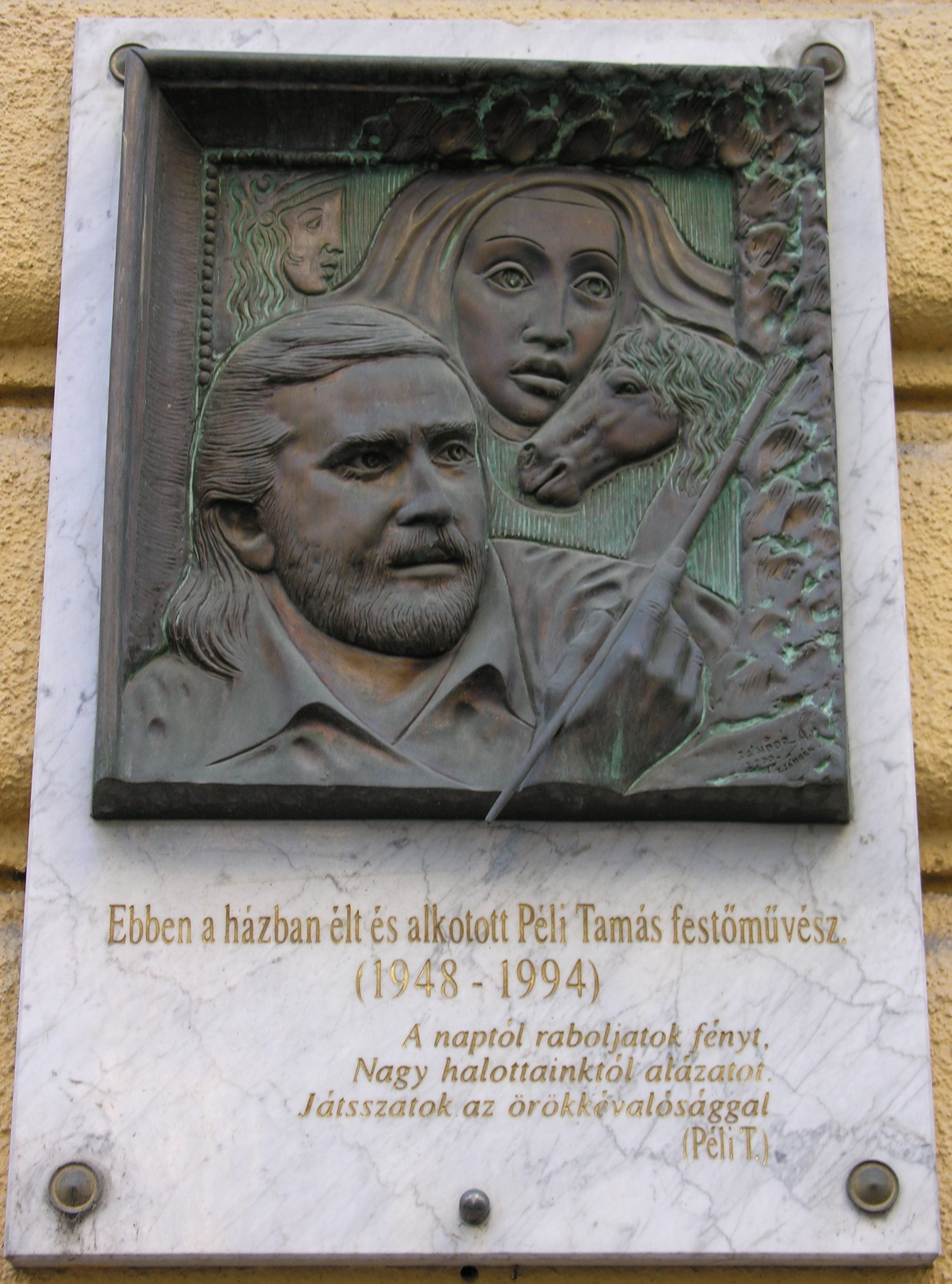
Péli Tamás emléktáblája a 13/B sz. ház falán